# Chrześcijańska Demokracja III Rzeczypospolitej Polskiej
Chrześcijańska Demokracja III Rzeczypospolitej Polskiej (ChDRP) – polska partia polityczna założona przez Lecha Wałęsę, zarejestrowana w latach 1997–2003 i 2004–2023. Za wzór przyjęła niemiecką CDU, z której programu zaczerpnęła część sformułowań.

## Historia
Powołanie nowej formacji były prezydent zapowiedział jesienią 1997, przed wyborami parlamentarnymi, w których popierał Akcję Wyborczą Solidarność. W założeniach miała stać się pierwszą polską masową chadecją, na której brak – i to w kraju tak katolickim jak Polska – wskazywali politycy. Nowa partia Lecha Wałęsy, zbudowana przy instytucie jego imienia, nie uzyskała jednak znaczenia na scenie politycznej.
ChDRP została zarejestrowana sądownie 2 grudnia 1997, a jej pierwszy kongres, na którym wybrano ogólnopolskie władze partii, odbył się we wrześniu 1998. Początkowo do partii przystąpiła grupa około 10 parlamentarzystów AWS, m.in. Stanisław Iwanicki (wiceprzewodniczący partii), Jerzy Gwiżdż, Marek Kolasiński, Jan Oraniec, Konstanty Miodowicz, Władysław Skrzypek, Bernard Szweda i inni (głównie związani z ruchem Solidarni w Wyborach). Stopniowo większość z nich odchodziła z partii do innych ugrupowań (RS AWS, SKL, przekształconego w partię SwW). We władzach chadecji zasiadali też m.in. Marek Gumowski (prezes zarządu), Marek Karpiński (rzecznik) i Elżbieta Hibner. Partia startowała w wyborach samorządowych w 1998.
W październiku 2000 Lech Wałęsa wystartował w wyborach prezydenckich, otrzymując 1,01% głosów (zajął 7. miejsce na 12 kandydatów), po czym zrezygnował z funkcji przewodniczącego ugrupowania, otrzymując tytuł honorowego przewodniczącego.
W 2001 ChDRP podpisała porozumienie z Forum Obywatelskim Janusza Tomaszewskiego celem wspólnego startu w wyborach parlamentarnych w tym samym roku pod nazwą Forum Obywatelskie Chrześcijańska Demokracja. Komitet ten nie zarejestrował list wyborczych do Sejmu, wystawił tylko kilku kandydatów do Senatu, z których żaden nie otrzymał mandatu. ChDRP powróciła do działalności pod swoim szyldem, zaprzestając większej aktywności. W wyborach kilkoro członków partii startowało do Sejmu z list Platformy Obywatelskiej, nieliczni znaleźli się także na listach AWSP i ARS. Żaden z nich nie uzyskał mandatu.
Chrześcijańską Demokrację III RP wykreślono z ewidencji partii politycznych (gdzie była wpisana pod numerem 3) wiosną 2003 z powodu braku sprawozdań finansowych za poprzednie lata. 12 maja 2004 została ponownie zarejestrowana (pod numerem 176; z wniosku Lecha Wałęsy, Gniewomira Rokosz-Kuczyńskiego i Piotra Dwornickiego). W wyborach do Parlamentu Europejskiego w następnym miesiącu działacze ChDRP Gniewomir Rokosz-Kuczyński, Wojciech Żebrowski i Piotr Dwornicki startowali z list Narodowego Komitetu Wyborczego Wyborców (pod przywództwem Macieja Płażyńskiego), który nie uzyskał mandatów. Działalność partii następnie zamarła.
W późniejszych latach część środowiska ChDRP zbliżyła się do Prawicy Rzeczypospolitej. Pozostający jednym z liderów ugrupowania Gniewomir Rokosz-Kuczyński był jednocześnie pełnomocnikiem okręgowym partii Marka Jurka w Krakowie. W wyborach parlamentarnych w 2011 Bogumiła Zwolińska z ChDRP kandydowała z podkrakowskiej listy Prawicy do Sejmu.
Partia uaktywniła się w 2015. Zarejestrowała komitet na wybory parlamentarne, jednak ostatecznie nie wystartowała. Poparła natomiast troje kandydatów do Senatu (Jarosława Laseckiego z PO oraz startujących z ramienia PiS Annę Marię Anders i Konstantego Radziwiłła). 10 listopada 2015 Lech Wałęsa na konferencji w biurze Europejskiego Centrum Solidarności ogłosił reaktywację działalności ChDRP. Powołał na pełnomocników ds. reaktywacji partii Piotra Dwornickiego i Adama Zalewskiego (którzy zostali również mianowani wiceprzewodniczącymi) oraz Adama Domińskiego (mianowanego również rzecznikiem). Partia nie podjęła jednak ponownie szerszej działalności. W 2022 partia złożyła sprawozdanie finansowe do PKW po wymaganym terminie zapisanym w ustawie o partiach politycznych. W 2023 ChDRP została ponownie wyrejestrowana z ewidencji partii politycznych.